# Paraxanthobasis unicolor
Paraxanthobasis unicolor är en tvåvingeart som först beskrevs av Aldrich 1934.  Paraxanthobasis unicolor ingår i släktet Paraxanthobasis och familjen parasitflugor. Inga underarter finns listade i Catalogue of Life.